# Gorybia apatheia
Gorybia apatheia är en skalbaggsart som beskrevs av Martins 1976. Gorybia apatheia ingår i släktet Gorybia och familjen långhorningar. Inga underarter finns listade i Catalogue of Life.